# 沈阳市铁西区勋望小学

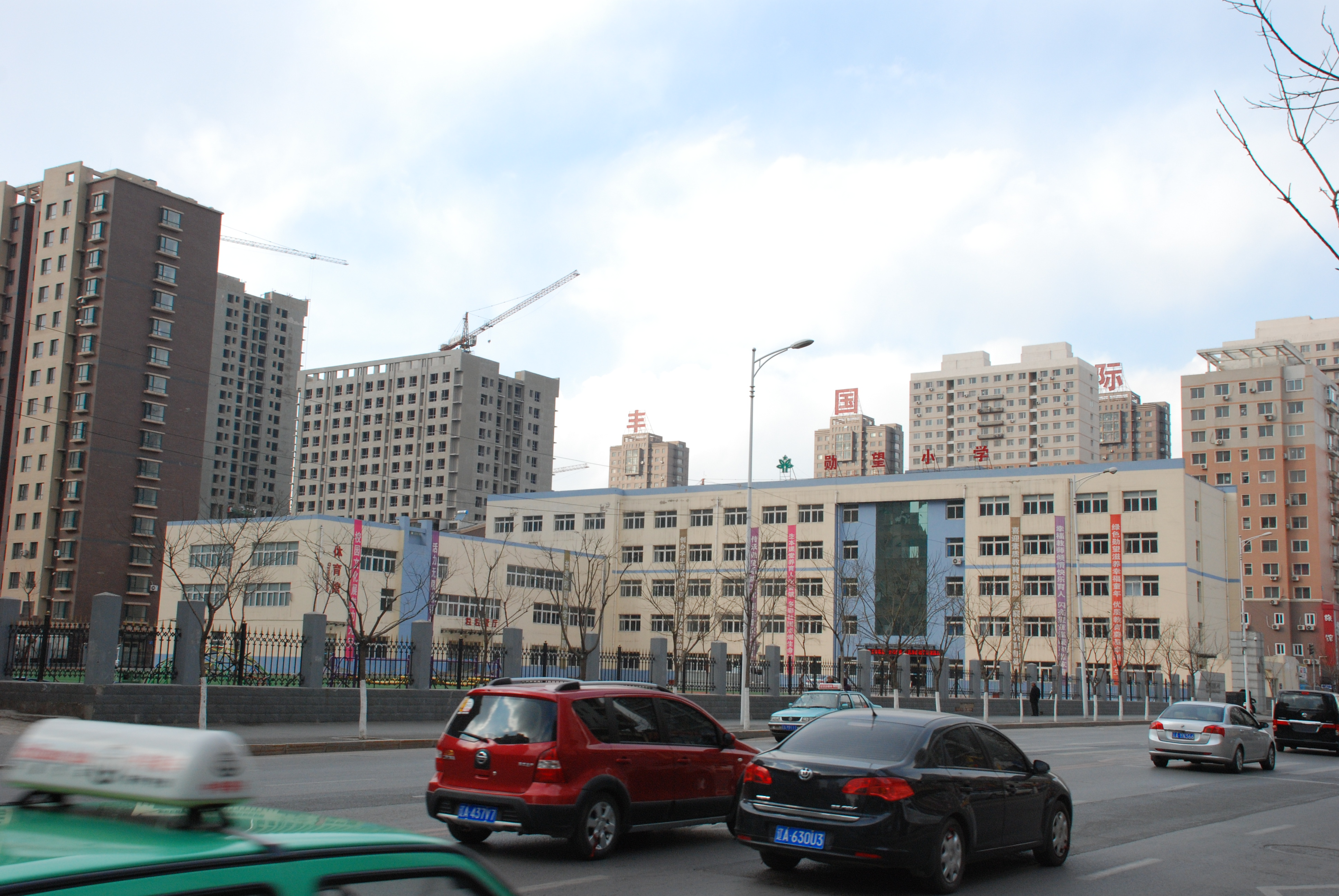
沈阳市铁西区勋望小学（北校区）

沈阳市铁西区勋望小学位于辽宁省沈阳市铁西区南九中路，曾培养出董礼强、徐亮、肇俊哲、王霄、于魁智、董文华，林更新、那英、孙岩松等名人。該校最早建於1946年，剛開始稱是私立中山小學，後改為遼東師管附屬子弟小學，再改為勛望小學。1962年，该校被中国国务院列为全国三八红旗单位。勋望小学的足球队曾多次荣获中国国家级、省级、市级足球赛冠军。
2022年5月24日，勋望小学文海校区项目获得沈阳市自然资源局经济技术开发区分局审批通过，这意味着勋望小学将于沈阳经济技术开发区昆明湖街14号建立一个面积达1.37万平方公里的分校区。 